# Гориці (Кімрський район)
Гориці (рос. Горицы) — село в Кімрському районі Тверської області Російської Федерації.
Населення становить 1227 осіб. Входить до складу муніципального утворення Горицьке сільське поселення.

## Історія
Від 2005 року входить до складу муніципального утворення Горицьке сільське поселення.

## Населення
| 1859  | 1887 | 1920 | 1939 | 1959  | 1997  | 2002  |
| ----- | ---- | ---- | ---- | ----- | ----- | ----- |
| 376   | ↘311 | ↗569 | ↗909 | ↗1554 | ↗1751 | ↘1491 |
| 2010  |      |      |      |       |       |       |
| ↘1227 |      |      |      |       |       |       |